# Georges Pichard
Georges Pichard (Paris, 17 de janeiro de 1920 — 9 de junho de 2003) é um desenhista francês especializado em quadrinhos eróticos. No Brasil, parte de sua obra foi publicada pela Martins Fontes na coleção Opera Erotica.

## Biografia
Nascido em Paris, ele foi educado na École des Arts Appliques e, após a Segunda Guerra Mundial, trabalhou como ilustrador em publicidade antes de publicar sua primeira tirinha em La Semaine de Suzette em 1956, apresentando uma personagem "vizinha" chamada Miss Mimi.
No início dos anos 1960 conheceu Jacques Lob, com quem colaborou nas paródias de super - heróis Ténébrax e Submerman. Ténébrax foi publicado pela primeira vez na revista de quadrinhos franco-belga Chouchou, e continuou sua série na revista italiana Linus. Em 1967, Submerman foi publicado em série na revista Pilote, mas depois de alguns anos Pichard deixou inteiramente o gênero de quadrinhos para famílias.
Tendo colaborado com Danie Dubos no mais desafiando Lolly-tira que foi publicado na Le Rire em 1966, Pichard e Lob começou a trabalhar dentro do género erótico de banda desenhada como Blanche Épiphanie começou publicação seriada em V revista em 1968. Não foi significativo a reação pública, visto que esse personagem agiu fora dos limites morais da época, e em um ponto emulou Jane Fonda indo para o Vietnã. Este período viu Pichard desenvolver seu estilo de transformar suas heroínas em mulheres altas e bem dotadas com maquiagem excessiva de delineador para criar uma aparência gótica.
Pichard continuou a empurrar os limites morais quando colaborou com Georges Wolinski para criar uma série ainda mais polêmica com um personagem de mesmo nome, Paulette, que começou a publicação em série em Charlie Mensuel em 1970. Este desenvolvimento se tornou um alvo de políticos de direita desse período, Jean Royer e Michel Debre. Continuando neste gênero, Pichard se reuniu com Danie Dubos para produzir Caroline Choléra, que foi serializada em L'Écho des savanes em 1975. Após a publicação de Marie-Gabrielle de Saint-Eutropeem 1977, a natureza explícita do trabalho de Pichard levou ao banimento das livrarias e quiosques. 
Menos examinadas por sua ênfase erótica são as colaborações que Pichard fez com o escritor de ficção científica Jean-Pierre Andrevon, La Reserve e Édouard de 1974 e Ceux – là de 1977, publicadas em Charlie Mensuel. 
Perto do final de sua vida, Pichard adaptou histórias eróticas clássicas como Les Exploits d'un jeune Don Juan de Guillaume Apollinaire, O Kama-Sutra de Vatsyayana, Trois filles de leur mère de Pierre Louÿs, La Religieuse de Denis Diderot e Germinal de Émile Zola.